# Нюрнберзький музичний університет
49°27′31″ пн. ш. 11°06′31″ сх. д. / 49.45861111° пн. ш. 11.10868056° сх. д.
Вища музична школа Нюрнберга (нім. Hochschule für Musik Nürnberg; раніше нім. Hochschule für Musik Nürnberg-Augsburg) — музична консерваторія в Нюрнберзі (Баварія, Німеччина). Має відділення в Аугсбурзі.

## Історія
Університет утворений злиттям Консерваторії Мейстерзінгера в Нюрнберзі та Консерваторії Леопольда-Моцарта в Аугсбурзі в 1998 році Консерваторія Мейстерзінгера бере свій початок у 1821 році, коли Йоганнес Шаррер заснував Städtische Singschule, яка згодом стала Державною музичною школою (1883), а з 1972 року — «Facakademie für Musik und Meistersinger-Konservatorium».

## Відомі випускники та викладачі
- Вернер Андреас Альберт (диригент)
- Меаша Брюггергосман (співачка)
- Віллі Домграф-Фассбендер (співак)
- Вернер Егк (композитор і диригент)
- Бригітта Фассбендер (співачка)
- Аїда Гаріфулліна (співачка)
- Петер Гербольцгаймер (тромбіст)
- Карола Обермюллер (композиторка)
- Клаус Огерман (композитор)
- Ніколас Паскет (диригент)
- Гільде Шеппан (сопрано)
- Карл Шмітт-Вальтер (співак)
- Магда Шнайдер (акторка)
- Елізабет Шолль (сопрано)
- Ірмгард Зефрід (співачка)